# ЙЦУКЕН

Одна з модифікованих українських розкладок типу ЙЦУКЕН, де літера Ґ має власну клавішу.

ЙЦУКЕН — основна кирилична розкладка клавіатури і друкарських машинок у пострадянських державах. Назва походить від 6 лівих знаків верхнього ряду розкладки. 
Прообраз розкладки з'явився наприкінці ХІХ століття. Раніше в Російській імперії розкладка ЙІУКЕН була основною, але її замінила розкладка ЙЦУКЕН, коли реформа російської ортографії 1918 року прибрала літери Ѣ, І, Ѵ і Ѳ. Літера Ъ після реформи значно зменшилася у вживанні. У середині 1950-х років розкладка стала схожою на сучасну, проте деякі зміни відбувалися у 1990-ті роки, пов'язано це було з розвитком та повсюдним поширенням обчислювальної техніки.
Проте не всі мови, які використовують кирилицю послуговуються розкладкою ЙЦУКЕН. Зокрема, сербська та чорногорська клавіатури використовують за основу розкладку QWERTZ, яка є найпоширенішою у Центральній Європі. Македонська клавіатура за основу має розкладку QWERTY, а болгарська використовує свою унікальну розкладку — ,УЕИШЩ.

## ЙІУКЕН
Розкладка ЙІУКЕН використовувалася до реформи російського правопису 1918 року. Вона включала кириличне І, а також Ѣ, які були вилучені після реформи, але вона не включала літери Ѳ та Ѵ, які навіть були рідкісними до реформи. Числа 1, 3 і 0 не відображаються на розкладці та були замінені І, З та О відповідно. Літери Ц і Э розташовані поруч, а між Ч і С стоїть Ѣ. Літера Ё не включена в цю розкладку.

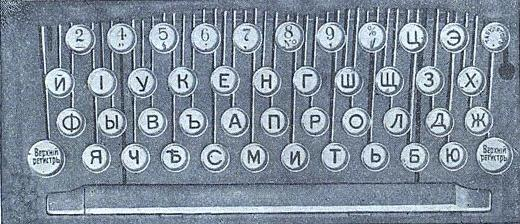
Розкладка клавіатури ЙІУКЕН

## Інші мови
На основі російської розкладки були створені розкладки для всіх мов СРСР, які використовують або використовували кирилицю. На даний момент існують офіційні (тобто підтримувані виробниками програмного забезпечення, такими як Microsoft ) розкладки для наступних мов: азербайджанська (кирилиця), башкирська, білоруська, казахська, киргизька, монгольська, таджицька, українська, узбецька (кирилиця), якутська (саха). Білоруська, українська та монгольська розкладки доступні з Windows 95; азербайджанська, казахська, киргизька, татарська, узбецька, починаючи з Windows XP; башкирська та таджицька з Windows Vista; Якутська з Windows 7.
Інші операційні системи, такі як Linux, можуть мати власні додаткові настроювані макети для тієї самої чи інших мов.

### Російська

#### Apple
Клавіатури, комп'ютери та Mac OS, що випускаються компанією Apple, досі поставляються зі своєю власною фірмовою розкладкою, створеною в середині 1990-х років. Використовується розкладка ЙЦУКЕН, проте літера Ё розташовується праворуч у другому літерному ряду. Головна ж відмінність — у розташуванні розділових знаків: крапка і кома вводяться на цифровому ряду через ⇧ Shift, двокрапка, крапка з комою та знак відсотка розташовуються на інших кнопках. Також є можливість за допомогою поєднань з ⌥ Option набирати додаткові символи та літери інших слов'янських мов. Крім того, в Mac OS існують свої фонетичні розкладки на основі QWERTY, QWERTZ та AZERTY.

### Білоруська
Нескладове Ў знаходиться на місці Щ. Це єдина клавіатура ЙЦУКЕН, яка не має клавіші для И, оскільки це єдина мова кирилиці, яка не містить самої літери И; І замінює И. На цій клавіатурі також відсутній твердий знак (Ъ), який зазвичай видно праворуч від літери Х, оскільки цю літеру замінює апостроф.

### Киргизька
Додаткові киргизькі літери вводяться за допомогою AltGr (права клавіша Alt).

### Татарська
Російські літери, які рідко використовуються на татарських мовах, надруковані AltGr (права Alt). Цей макет також підходить для калмиків та туркменів (кирилиці), оскільки їхні алфавіти практично ідентичні татарським.

### Українська
Українські клавіатури, засновані на невеликій модифікації російської стандартної розкладки. Перша українська розкладка клавіатури Windows, яка навіть досі існує на Windows 11, мала кілька проблем, однією з яких була відсутність літери Ґ та символу гривні. Іншою давньою проблемою була відсутність апострофа, який використовується в українській мові майже так само часто, як і в англійській (хоча й з іншим значенням), але якої також немає в російській мові. 
Ці проблеми було частково вирішено за допомогою «української (розширеної)» розкладки клавіатури для Windows, доступної з Vista та наступними версіями Windows. Проте літера Ґ розміщена на клавіші, відсутній на більшості клавіатур між Shift і Я, також для неї використовується клавішна комбінація AltGr+Г — незручне «приховане» розміщення літери Ґ стало приводом для розповсюдженої думки, ніби ця літера також відсутня у стандартній розкладці.

Також існує модифікована клавіатура для людей, які вивчають українську мову (в основному в діаспорі), яка близько відповідає клавіатурі QWERTY, так що літери мають або той самий звук, або ту саму форму, наприклад, натискання V латинською QWERTY дає кирилицю В, а натискання клавіші QWERTY W дає кирилицю Ш (на основі схожої форми). Такий розклад зазвичай називають гомофонічним або фонетичним.

### Удмуртська
Іжевським істориком і мовознавцем Денисом Цукрових було створено дві розкладки клавіатури для удмуртської мови: основна версія використовує для удмуртських літер нижній регістр цифрового ряду, альтернативна версія замінює російські літери, що рідко використовуються, на удмуртські (за зразком татарської розкладки). Надалі було створено також розкладка, у якій удмуртські літери викликаються шляхом натискання клавіш із відповідними російськими гліфами і AltGr. Удмуртська розкладка із заміною нижнього регістру цифрового ряду на удмуртські літери є стандартною у дистрибутивах Linux.

### Марійська
Для марійської мови існує комі-удмурто-марійська розкладка.

## Монгольская (ФЦУЖЭН)

### Азербайджанська
Ця розкладка є модифікованою версією під назвою JÜUKEN і включає Ҹ з вертикальним штрихом, Һ, Ҝ з вертикальним штрихом і Ј.
У цій клавіатурі є такі заміни: Ә замінює Я, Ө замінює Ю, Ғ замінює м’який знак, Ҹ з вертикальним штрихом замінює твердий знак, Ү замінює Ц і Һ замінює Щ.

### Монгольська (ФЦУЖЭН)
Монгольська клавіатура використовує модифіковану версію ЙЦУКЕН, називається ФЦУЖЭН, де літери, специфічні для російської мови, замінюються літерами, вживанішими у монгольській мові.

## Інші кириличні розкладки, які не використовують ЙЦУКЕН

### Сербська (ЉЊЕРТЗ / QWERTZ)
У сербській клавіатурі ЉЊЕРТЗ (LjNjERTZ) замість російських букв використовуються літери сербської мови. У ній відсутні Ъ, Ь, Ы, Э та Ё. Сербська клавіатура заснована на розкладці клавіатури QWERTZ, яка є найбільш поширеною в Центральній Європі.

### Болгарська
У болгарській мові використовується унікальна розкладка ,УЕИШЩ, розроблена для друкарських машинок у 1900-х роках, з додаванням двох російських літер (Э та Ы) через вільні клавіші після реформи правопису. Літеру Ы можна набрати Shift + , (кома). Літеру Ѝ можна ввести через Shift + Ь. Через це введення великих літер Ь, Ы та Ѝ неможливе без використання клавіші Caps Lock.
Крім того, болгарська мова має дві додаткові розкладки клавіатуриː Фонетичну розкладку ЧШЕРТЪ і більш поширену традиційну фонетичну розкладку ЯВЕРТЪ.
Стандартна кирилична розкладка клавіатури для болгарської мови 2006 року (також відома як ",УЕИШЩ")
Фонетична кирилична розкладка клавіатури для болгарської мови 2006 року (також відома як "ЧШЕРТЪ")
Традиційна фонетична кирилична клавіатура для болгарської мови 2006 року (також відома як "ЯВЕРТЪ")

## Розкладка ЙЦУКЕН з латинськими літерами
Така розкладка переважала на мікрокомп'ютерах радянського виробництва в 1980-х роках — кириличні символи на більшості клавіш доповнювалися їх латинськими еквівалентами, а розділові знаки заповнювали прогалини там, де не існувало прямого латинського еквівалента.

Російська/латинська клавіатура ЙЦУКЕН комп'ютера УКНЦ

### Комбінація розкладки ЙЦУКЕН/QWERTY
Однак сьогодні в клавіатурах, призначених для російських користувачів, використовується інший підхід. Більшість клавіатур в Росії XXI століття мають дві літери на клавішу, одну для ЙЦУКЕН і одну для QWERTY. Цей дизайн, наприклад, використовувався для пам’ятник клавіатурі в Єкатеринбурзі.

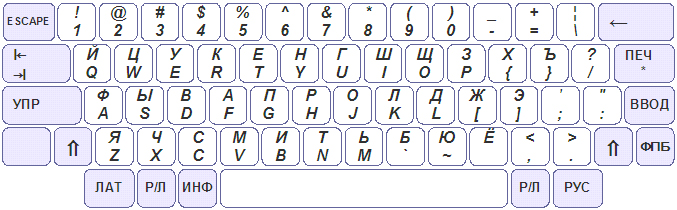
Приклад змішаної російсько-латинської клавіатури

Можна помітити дизайнерський нюанс, коли два гомогліфи мають спільну клавішу: латинська літера C розташована на одній клавіші з кирилицею С.